# PT-76
El PT-76 (en rus: ПТ-76, плавающий танк, transliteració: Plawajuschtschi tank "Tanc amfibi") és un tanc lleuger amfibi soviètic que va ser introduït a principis de la dècada de 1950 i aviat es va convertir en el tanc de reconeixement estàndard de l'Exèrcit soviètic, però posteriorment va ser reemplaçat en gran part pel BMP-1, i les altres forces armades del Pacte de Varsòvia.
Durant la producció en sèrie, de 1951 a 1967, es va modernitzar diverses vegades, es van produir un total de 3039 PT-76 , així com una sèrie de vehicles en la seva base.
No obstant això, fins a 100 tancs d'aquest tipus estava en servei en les Forces Armades russes en 2004. Es van exportar al voltant de 2.000 PT-76 a diversos països, en alguns dels quals va servir com a base per a la producció de les seves pròpies versions modernitzades. A principis de 2008 encara estava en servei en diversos països.

## Desenvolupament
Després de la Segona Guerra Mundial, el concepte de tancs lleugers va ressuscitar a l'URSS. S'havien d'utilitzar en unitats de reconeixement i, per tant, era essencial una capacitat amfíbia. Els requisits indicaven que el vehicle havia de ser capaç de travessar els obstacles hídrics amb poca preparació. Molts prototips d'aquests tancs lleugers van ser construïts a finals de la dècada de 1940. El més reeixit va ser l'objecte 740 dissenyat per l'enginyer N. Shashmurin treballant a l'institut VNII-100 de Leningrad (un institut de recerca de la fàbrica de tancs de Txeliàbinsk ChTZ) el 1949-1950, sota una supervisió inicial de Josef Kotin de la fabrica de Kírov. El vehicle va tenir èxit perquè tenia un disseny senzill, bons trets de navegació i una bona capacitat de camp a través. En aquell moment, el seu disseny d'aigua-jet era innovador.
Un prototip va ser construït a la fàbrica de Kirov el 1950 i el tanc va ser adoptat oficialment el 6 d'agost de 1951 amb la designació PT-76. La producció va començar a la fàbrica de tractors de Stalingrad (STZ). El tanc va ser modificat posteriorment. El 1957, el canó D-56T va ser reemplaçat pel D-56TM -amb fre de morrió de doble boira i extractor de fums- i el casc va ser aixecat 13 cm, a més el tanc va ser equipat amb nous dispositius de visió i comunicacions. Els tancs de la primera sèrie van ser posteriorment modificats, rebent el canó D-56TM i nous equips. El 1959 es va adoptar una variant millorada, el PT-76B, que es va mantenir en producció fins al 1967 (les millores principals van ser: pistola D-56TS amb estabilització i protecció CBRN).
El 1964 els Estats Units van obtenir un PT-76 per mitjans no divulgats. El tanc va ser avaluat pel TACOM al febrer, i es va considerar inferior als tancs lleugers americans existents.

## Disseny
El PT-76 té un disseny típic de tanc: el compartiment de direcció a la part davantera, el compartiment de combat al centre i el compartiment de motor a la part posterior. El tanc té una tripulació de tres homes, amb el comandant actuant també com a operador de ràdio i artiller. Això redueix la seva eficàcia com a observador. Les estacions de comandant i carregador es troben a l'interior de la torreta, el comandant s'asseu al costat esquerre del canó principal i el carregador es troba a la dreta. Tenen una gran eclosió doble de forma ovalada, que s'obre cap endavant sobre la torreta. El conductor s'asseu al centre de la part davantera del casc i té una eclosió d'una sola peça que s'obre a la dreta, amb tres blocs de visió i periscopis situats sota el canó principal a la part superior de la placa glacis inclinada. Sota el seient del conductor, hi ha una escotilla d'emergència que pot ser utilitzada per tots els membres de la tripulació. A la nit, el periscopi central s'intercanvia per un dispositiu de visió nocturna TVN-2B que dona al conductor una visió clara de fins a 60 metres.

### Armament

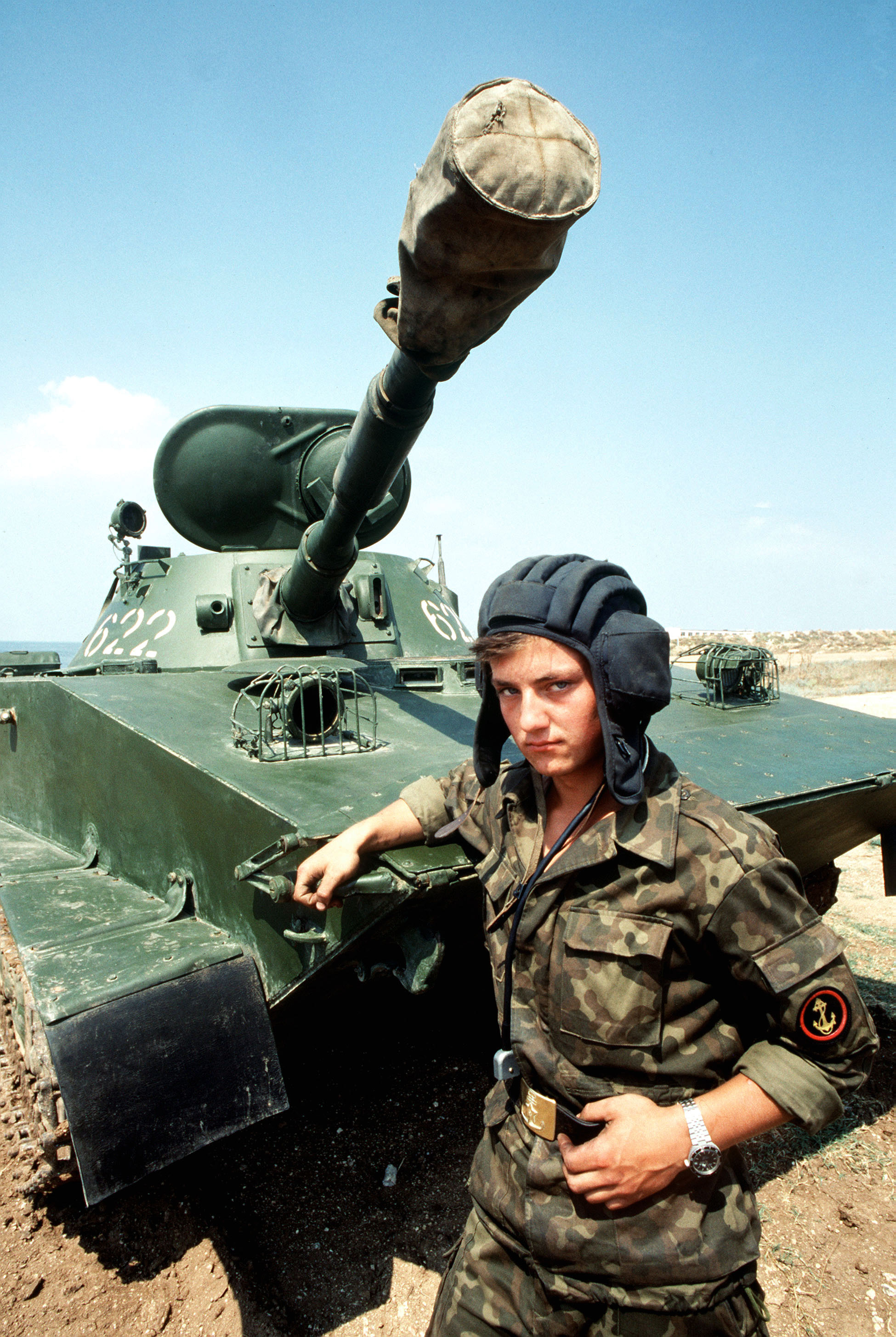
Un Tanquista de l'infanteria naval soviètica davant d'un PT-76

El seu armament principal consisteix en un canó de tancs de la sèrie D-56T de 76,2 mm, que té un rang efectiu d'aproximadament 1.500 metres i una taxa de foc de sis a vuit bales per minut. Aquesta arma té un calibre 42. El PT-76 porta 40 bales per a la seva arma. Una càrrega de munició típica consta de 24 x OF-350 Frag-HE, 4 x AP-T, 4 x API-T i 8 x BK-350M HEAT rounds (amb rondes AP-T substituïdes per APDS quan està disponible). L'arma està muntada en una torreta de con truncat circular tipus plat amb els costats plans i inclinats que es munten sobre el segon, tercer i quart parell de rodes de carretera. Tots els PT-76 tenen un extractor de fums per a la pistola principal a la part posterior de la torreta.
La metralladora mitjana coaxial SGMT de 7,62 mm ve amb 1.000 bales. Aquesta arma té un rang efectiu màxim de 1.000 metres a la llum del dia mentre el vehicle és estacionari, 400 a 500 metres a la llum del dia mentre el vehicle està en moviment i 600 metres a la nit. El rang màxim és de 1.500 metres. Es pot disparar en 2 a 10 ràfegues rodones i té una taxa pràctica de foc de 250 rondes per minut i una taxa cíclica de foc de 650 rondes per minut. A partir de 1967, la metralladora va ser substituïda per PKT del mateix calibre.
El comandant i l'artiller tenen una cúpula al costat esquerre de la doble escotilla. La cúpula té el dispositiu d'observació TPKU-2B i dos periscopis de dia TNP i es pot girar 360 graus a mà. El comandant també té una vista òptica 4X muntada a l'esquerra de l'armament principal i un telèmetre TShK-66. El carregador té el dispositiu d'observació MK-4 muntat al sostre de la torreta davant de l'escotilla.

### Blindatge
L'armadura del PT-76 consta d'acer soldat homogeni, enrotllat en fred. La seva torreta té 20 mm a 35 al davant, 16 mm a 35 als costats, 11 mm a 33 al darrere i 8 mm a 0 on a la part superior de la torreta. El casc està format per: 10 mm a 80 a la part frontal superior, 13 mm a 80 a la part inferior frontal, 14 mm a 0 als costats, 7 mm a 0 a la part posterior i 5 mm a 0 per sota. Això li dona protecció contra el foc d'armes petites de 7,62 mm i petits fragments de projectils d'artilleria. No la protegeix contra el foc de metralladora pesada de 12,7 mm o de calibre .50 ni contra fragments de projectil més grans.

### Mobilitat

#### Terra
La suspensió de la barra de torsió consisteix en sis rodes de carretera grans i espaiades uniformement, amb la cintura de la conducció a la part posterior i l'identificador a la part davantera. Les rodes de la carretera són buides per minimitzar el pes. Aquestes rodes buides augmenten la flotabilitat del dipòsit en un 30%. No hi ha rodets de retorn de pista. La primera i última roda de carretera tenen un amortidor hidràulic i les vies d'acer tenen 96 baules cada una quan són noves, cada baula té un únic passador. Hi ha una faldilla petita, prima i horitzontal sobre cada pista. El seu motor dièsel de 6 cilindres i 4 temps refrigerats per aigua va ser desenvolupat sota la designació "V-6" per la meitat del motor "V-12" del T-54/55. Desenvolupa 240 CV (179 kW) a 1.800 rpm el que li dona una velocitat de carretera de 44 km/h i un rang de 370 km a 400 km. El vehicle pot travessar obstacles verticals d'1,1 m d'alt i trinxeres de 2,8 m d'ample i pujar a gradients de 52. El motor disposa d'un sistema de refrigeració i un escalfador inicial (pretès per al seu ús quan la temperatura de l'aire és -20 °C o més freda). El PT-76 té un sistema de transmissió manual de 5 velocitats de tipus eix similar al del T-34/85. La caixa de canvis té quatre engranatges cap endavant i un cap enrere. El vehicle disposa d'una abraçada lateral que li permet fer girs i un fre de mà. El tanc té quatre muntures per a tancs de combustible externs addicionals a la part posterior del casc. Els dos cantons són per a tancs externs de tipus pla i els dos al centre són per a un tipus de tambor. Aquests tancs addicionals augmenten el rang de 370 a 400 km a 480-510 km. El PT-76 és un vehicle de reconeixement fiable, senzill d'operar i altament mòbil i està idealment dissenyat per a operacions amfíbies, però té moltes limitacions com a vehicle de lluita.

#### Aigua

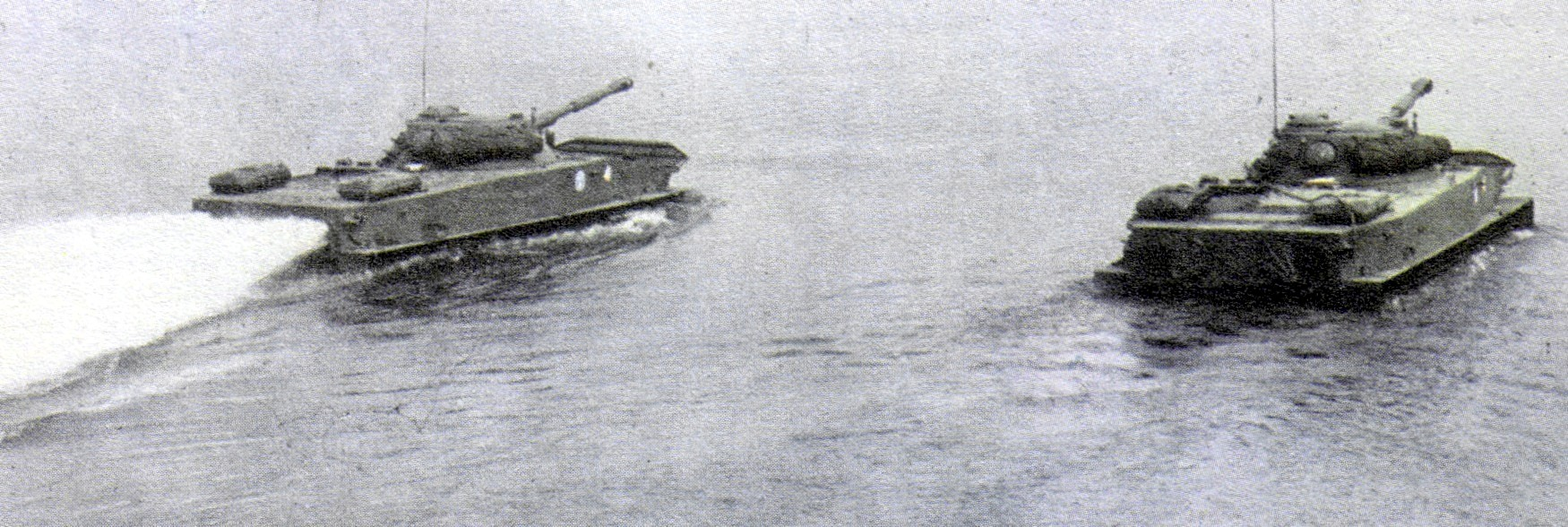
Dos PT-76 Polonesos navegant

El PT-76 és amfibi, té un casc pla en forma de vaixell que és hermètic i assegura una resistència mínima quan el dipòsit està a flotació. Pot nedar després d'encendre les dues bombes de bec elèctric, aixecant la cintura que millora l'estabilitat i el desplaçament del vehicle a l'aigua i evita que l'aigua s'inundi a la proa del dipòsit. Canviar el periscopi del conductor per un periscopi de natació permet que el conductor pugui veure sobre la nansa. Quan no s'utilitza la furgoneta de cèrcol es posa a la part davantera de l'arc sota el canó de l'arma principal i serveix com a armadura addicional. Les bombes d'ebullició mantenen el dipòsit a flotació fins i tot si es filtra o es fa malbé. Hi ha una bomba de bec manual per a ús d'emergència. El dipòsit és propulsat a través de l'aigua per dos hidrojets, un a cada costat del casc, amb les entrades sota el casc i les sortides a la part posterior. També hi ha entrades d'aigua auxiliar addicionals a banda i banda del casc sobre les últimes rodes de la carretera. Les sortides posteriors tenen tapes que es poden tancar totalment o parcialment, redirigint el corrent d'aigua a les sortides orientades cap endavant als costats del casc, permetent així que el vehicle giri o vagi al revés. Per girar cap a l'esquerra, per exemple, el jet-aigua esquerra està cobert, per girar cap a la dreta, el jet-aigua drets està cobert. Per fer un gir de 180°, un jet d'aigua xucla a l'aigua mentre l'altre l'empeny cap a fora. Aquest sistema va ser dissenyat per N. Konowalow. És el mateix sistema que l'utilitzat en el BTR-50 APC, que es basava en el PT-76. El tanc pot nedar fins a 10,2 km/h i té un abast de 100 km. Pot travessar la majoria d'obstacles hídrics i també pot nedar al mar. No obstant això, el seu disseny amfibi el fa desproporcionadament gran per a un vehicle del seu pes i permet menys protecció de les armadures que altres tancs lleugers.

### Equipament
El PT-76 està equipat amb un dispositiu de comunicació de tanc, una brúixola giro, una ràdio 10-RT-26E amb una antena que s'estén quan cal. També té dos fars davant del casc i un reflector al costat dret de la part superior de la torreta. Es va quedar darrere d'altres vehicles blindats soviètics perquè només el conductor tenia un dispositiu de visió nocturna i també perquè no tenia cap sistema de protecció contra incendis o NBC, que va reduir significativament la seva eficàcia. La manca de protecció de l'NBC va acabar amb el PT-76B, que té el sistema de protecció de l'NBC PAZ ("protivo-atomnaya zashchita"). Com que només el conductor té equips de visió nocturna, la tripulació té un rang de visió de 4.000 m de dia i 600 m de nit.

## Historial del servei
El PT-76 va ser utilitzat com el tanc de reconeixement estàndard de la Unió Soviètica i els exèrcits del Pacte de Varsòvia. També estava destinat a operacions d'obstacle hídric i desembarcaments d'infanteria naval. Va servir en les subunitats de reconeixement de les divisions de tancs i les divisions mecanitzades de l'Exèrcit Roig i les divisions de marines soviètiques. Encara que ha estat reemplaçat en servei de primera línia pel BMP-1, encara es pot trobar en les companyies de reconeixement i batallons d'alguns regiments i divisions motoritzades de fusells i tancs, així com en unitats d'infanteria naval. A part del seu paper de reconeixement, també s'usa per creuar obstacles d'aigua en la primera onada d'un atac i per al suport d'artilleria durant l'establiment d'un cap de platja. El principal desavantatge del BMP-1 i el BRM-1 en comparació amb el PT-76 és l'absència d'un potent armament principal. No obstant això, el BRM-1 està equipat amb equips de reconeixement més moderns. A més, tots dos vehicles tenen una armadura frontal més forta i unes prestacions de mobilitat superiors i el BMP-1 pot transportar fins a 8 soldats totalment equipats a l'interior. El PT-76 encara està en servei actiu en una sèrie de països, principalment en el món en desenvolupament. S'ha informat que l'exèrcit rus va fer servir unitats PT-76 en la guerra de Txetxènia.
A Exercit Poluplar de Polònia (LWP), els PT-76 i els PT-76B van ser fets servir per les subunitats de reconeixement de divisions de tancs i divisions mecanitzades i unitats de defensa costanera, inclosa la 7a Divisió de Desembarcament de Lusàcia (oficialment coneguda com a 7a Divisió de Defensa de Costa). Polònia també operava vehicles de llançament de míssils tàctics FROG-3 "Luna".
Els PT-76 estaven en servei amb l'Exèrcit Indi i estaven en estat de reserva abans de ser retirats del servei el 2009, després de la qual cosa van ser usats per a la pràctica d'objectius per l'exèrcit i com a monuments estàtics en diverses instal·lacions militars.

### Ús de combat

#### Guerra indopakistanesa de 1965
Des de la primavera de 1965, els atacs pakistanesos a la frontera s'han tornat més freqüents, com a resultat, l'Índia va recórrer a la Unió Soviètica per protegir-se d'una possible invasió. L'Índia va rebre els primers tancs PT-76 l'agost de 1965. Abans de l'inici de la guerra, l'Índia tenia dos regiments d'aquests tancs, formats per unes 90 peces. Al principi, els soldats indis van anomenar els nous tancs de disseny desconegut "Patton". El PT-76 va ser l'únic tanc soviètic que va lluitar a la guerra de 1965.
El 21 de setembre, la Companyia C del 7è Regiment, armada amb PT-76, va contraatacar el poble de Tatti Jaimal Singh, que havia estat capturat pels pakistanesos. Durant la batalla, els PT-76 indis van eliminar els pakistanesos del poble, destruint un Patton, un Sherman i capturant 2 jeeps amb canons M40 de 106 mm i 2 camions amb munició, al seu torn, els pakistanesos van aconseguir noquejar un indi tanc. El total de baixes índies durant la guerra va ser al voltant d'una companyia de PT-76, la majoria abandonats, 6 o 7 dels quals van ser capturats pels pakistanesos.

#### Guerra del Vietnam

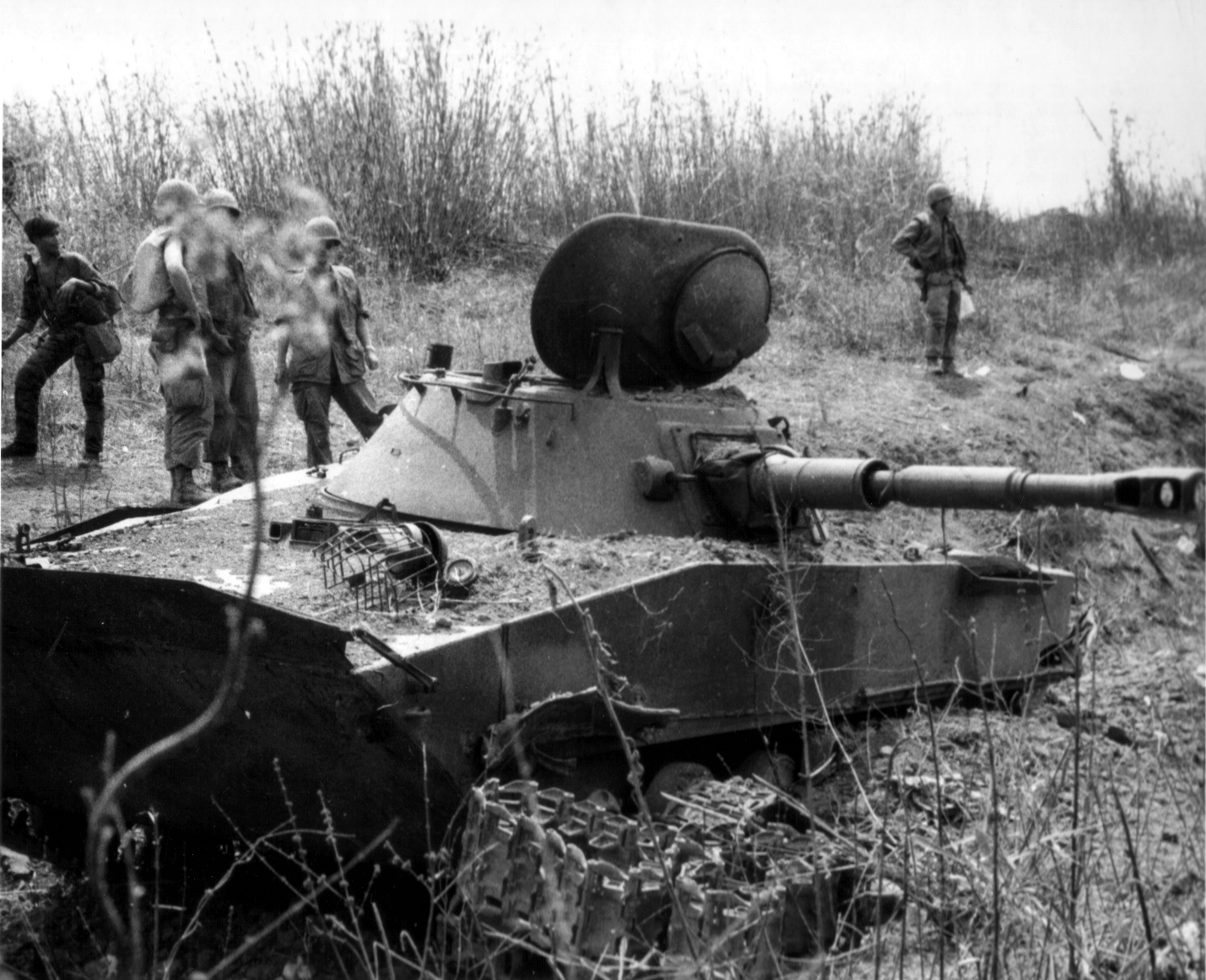
Soldats estatunidencs veient un PT-76 abandonat.

El primer gran enfrontament de tancs vietnamites amb tancs nord-americans va tenir lloc el 3 de març de 1969. El 4t Batalló del 202è Regiment de Tancs, amb 12 tancs PT-76 i diversos vehicles blindats de transport de personal BTR-50PK, va atacar el campament nord-americà Ben Het, Vietnam del Sud. L'objectiu de l'atac era destruir les posicions d'una bateria de canons autopropulsats M107 de 175 mm. El líder PT-76 va colpejar una mina, però la seva tripulació va continuar disparant foc de canó a l'enemic. Els tancs restants van ser rebuts per un grup de M48 Pattons del 69è Regiment de Tancs de l'Exèrcit dels Estats Units i dos canons autopropulsats antiaeris M42. Un M48 va ser desactivat per un obús PT-76 que va colpejar la torreta. Un altre Patton va destruir un tanc vietnamita amb foc de retorn. L'atac es va estancar després de la pèrdua de dos PT-76 i un BTR-50PK.
Un expert nord-americà va anomenar el PT-76 "Ghost Tank". Això es deu molt probablement al fet que els comandos nord-americans no van tenir èxit en utilitzar els llançagranades de mà antitanc M72 LAW 66 mm a la batalla pel camp de Lang Wei: només van aconseguir incendiar un vehicle, tot i que fins a nou. Es van disparar trets contra alguns tancs a poca distància. En la mateixa batalla, el Beret Verd James Holt va destruir tres PT-76 amb foc d'un canó antitanc de 106 mm.
A principis de 1971, durant l'operació Lam Son 719, les tropes DRV com a part del 198è Regiment de Tancs van desplegar 22 tancs PT-76. Els vietnamites del sud van afirmar que en els dos primers enfrontaments només amb ells en van destruir 26. Com podeu veure més amunt, aquest nombre supera el nombre de tancs PT-76 disponibles. El 25 de febrer, quatre tancs PT-76 van assaltar el turó 543; els vaixells cisterna van aconseguir agafar entre 50 i 60 presoners sud-vietnamites, inclòs el coronel Nguyen Van Thu, comandant de la 3a Brigada Aerotransportada. A més, durant la batalla, el tanc PT-76 núm. 563 va abatre un caça F-4 Phantom amb foc de metralladora antiaèria, el vietnamita del sud va afirmar que el pilot va assolir expulsar-se, però sense especificar si era salvat.
El 1971, durant la captura de la ciutat de Snow a Cambodja, l'11è Regiment de Tancs dels EUA va capturar una flota de camions amb obusos de 76 mm per als tancs PT-76.
Durant l'ofensiva de Pasqua, l'exèrcit popular vietnamita va patir importants pèrdues de vehicles blindats. Es van utilitzar 56 tancs PT-76, la majoria dels quals es van perdre.
A finals de gener de 1973, va tenir lloc una important batalla de tancs prop del port de Cua Viet. La 1a Brigada de Tancs de Vietnam del Sud, formada per uns 130 tancs M41 (les companyies 17a i 18a), M48 (20è batalló) i vehicles blindats de transport de personal M113, va començar un atac al port controlat al nord. Les posicions nord-vietnamites al port estaven defensades per 1 tanc PT-76, 2 vehicles blindats de transport de personal tipus 63 amb instal·lacions Malyutka ATGM i 2 vehicles blindats de transport de personal BTR-50 amb canons de 23 mm, després van ser reforçats per 2 blindats BTR-50. Vehicles de transport de personal i 1 tanc T-54 del regiment 203 . Els meridionals van avançar en dues columnes, sense fer reconeixements de la zona. Com a resultat, els vehicles blindats nord-vietnamites i la infanteria amb jocs de rol van abatur els atacants des del flanc. Tot i que els del sud van aconseguir trencar l'emboscada (els del nord van sobreviure només un T-54 i un tipus 63), les seves pròpies pèrdues van ascendir a 29 vehicles blindats (18 vehicles blindats van ser destruïts, 6 tancs i 5 vehicles blindats de transport de personal van ser abandonats en servei). El tanc PT-76 (b/n 704), abans de ser destruït, va assolir destruir 5 i noquejar 2 tancs enemics. Aquest és l'únic cas conegut d'un vaixell cisterna en un tanc PT-76.
Segons l'investigador Mikhail Baryatinsky, les pèrdues del PT-76 a la guerra "van ser molt altes", però no anomena el nombre de pèrdues, detalls o unitats que van patir pèrdues molt elevades.

#### Guerra dels sis dies
Els PT-76 egipcis van participar en la guerra de 1967. Es van fer un mal ús i sense gaire èxit. Com a resultat de les batalles, dels 29 PT-76, els egipcis van perdre 9 tancs, dels quals 6 tancs amfibis capturats van ser encarregats pel 88è batalló de reconeixement de l'exèrcit israelià. Es van substituir els motors d'aquests vehicles, es van instal·lar metralladores americanes i noves estacions de ràdio.

#### Guerra indo-pakistanesa de 1971
Els PT-76 indis i pakistanesos van participar en la guerra de 1971. Els indis van desplegar dos regiments i 2 esquadrons independents d'aquests tancs al front oriental (en total, els indis tenien uns 150 tancs d'aquest tipus), els pakistanesos tenien 6-7 PT-76. En total, uns 150 tancs indis i 75 tancs pakistanesos van xocar al front oriental. Gairebé totes les unitats armades amb el PT-76 es van concentrar contra el grup pakistanès a Bengala Oriental. Els tancs amfibis eren ideals per a les operacions al delta del Ganges.
El primer enfrontament es va produir abans de l'inici oficial de la guerra. El 21 de novembre, 14 tancs indis PT-76 i un grup de T-55 van travessar la frontera cap al Pakistan oriental a la zona de Gharibpur. Una companyia de tancs M24 Chaffee va ser enviat per interceptar-los . En la batalla de tancs posterior, 8 M24 van ser destruïts pel foc PT-76, i 3 més abandonats van ser capturats. Les pèrdues de l'Índia van ascendir a 6 tancs PT-76, inclòs almenys 1 per foc d'avions. Els tres tancs pakistanesos supervivents van ser tractats després pels T-55.
El 9 de desembre, una companyia del 1r esquadró separat amb fusellers Gurkha amb blindatge va irrompre als molls del port de Chandpur. En aquest moment, tres canoneres fluvials amb 450 soldats de la 39a Divisió avançaven al llarg del riu Meghna en direcció a Dacca. El PT-76 va obrir foc. Les tres canoneres van ser enfonsades i només van sobreviure 180 soldats pakistanesos. L'11 de desembre, els mateixos tancs van enfonsar un altre vaixell pakistanès amb 54 trets de canons de 76 mm, matant 83 soldats pakistanesos i capturant-ne 33.
Un dia després, en una altra secció del front, els PT-76 del 69è Regiment de Tancs, de nou amb la infanteria Gurkha al blindatge, van fer una maniobra de flanqueig. Després d'haver caminat 55 km per la selva pantanosa, travessant diversos rius, van ocupar la ciutat de Bogra amb un atac inesperat el 12 de desembre. Durant l'assalt, el foc de canons de 76 mm va destruir un tanc M24 Chaffee, dos rifles M40 sense retrocés de 106 mm i va capturar 55 camions de 3 tones.
Durant dues setmanes de combat, 13 tancs indis PT-76 van ser destruïts i danyats. Els pakistanesos van perdre tots els tancs que tenien al Pakistan oriental, 66 M24 Chaffee i 6-7 PT-76. Els PT-76 indis van fer una de les contribucions més significatives a la victòria.

#### Guerra del Yom Kippur
Els tancs PT-76 es van utilitzar en ambdós bàndols a la guerra de Yom Kippur de 1973 . Egipte va desplegar 40 tancs PT-76 com a part de la 130a Brigada, Israel va desplegar 7 tancs com a part del 88è Batalló al Sinaí.
Els PT-76 egipcis es van fer servir durant la travessia del canal de Suez el 6 d'octubre. Un batalló mecanitzat armat amb aquests tancs, mentre intentava trencar el pas de Mitla, es va trobar amb els M48 israelians de la 401a Brigada (algunes fonts indiquen erròniament que es tractava de tancs M60), va patir grans pèrdues i es va veure obligat a retirar-se. El primer dia, els egipcis van perdre 20 tancs, la majoria d'ells PT-76.
La nit del 16 d'octubre, els PT-76 israelians van iniciar una operació que es va convertir en un punt d'inflexió en la guerra. 7 tancs i 8 BTR-50P amb infanteria motoritzada de l'11a brigada de tancs de reserva del coronel El Gonen van creuar a la part nord del Gran Llac Amarg fins a la seva riba occidental i van capturar un cap de pont a la zona de l'estació d'Abu Sultan.
La tarda del 17 d'octubre, el 88è Batalló va participar en una emboscada a la 25a Brigada de Tancs egípcia. No obstant això, la batalla va demostrar que els obusos PT-76 no eren capaços de penetrar l'armadura T-62.
El matí del 19 d'octubre, els tancs israelians situats al cap de pont van llançar una ofensiva decisiva. Operant en petits grups en un front ample, van trobar punts febles a les defenses de les tropes egípcies i van trencar cap a la rereguarda. Els tancs lleugers PT-76 van arribar a les posicions dels sistemes de defensa aèria i els radars a gran velocitat i, destruint-los, van contribuir a l'èxit de les operacions de l'aviació. Durant el dia, durant la batalla a la zona d'Aorhi, el 88è batalló va patir greus pèrdues, tots els batallons israelians PT-76 van resultar danyats, un d'ells va ser destruït.

#### Altres guerres
Van participar durant les guerres iugoslaves i durant la guerra de Txetxènia.
Durant les batalles de Grozny a principis de 1995, l'exèrcit rus va desplegar el 59è regiment especial, que estava armat amb 9 tancs PT-76. El maig de 1996, l'exèrcit rus va capturar el poble de Bamut; durant la batalla, un tanc PT-76 va ser destruït, que va caure en mans de formacions txetxenes.

## Modificacions

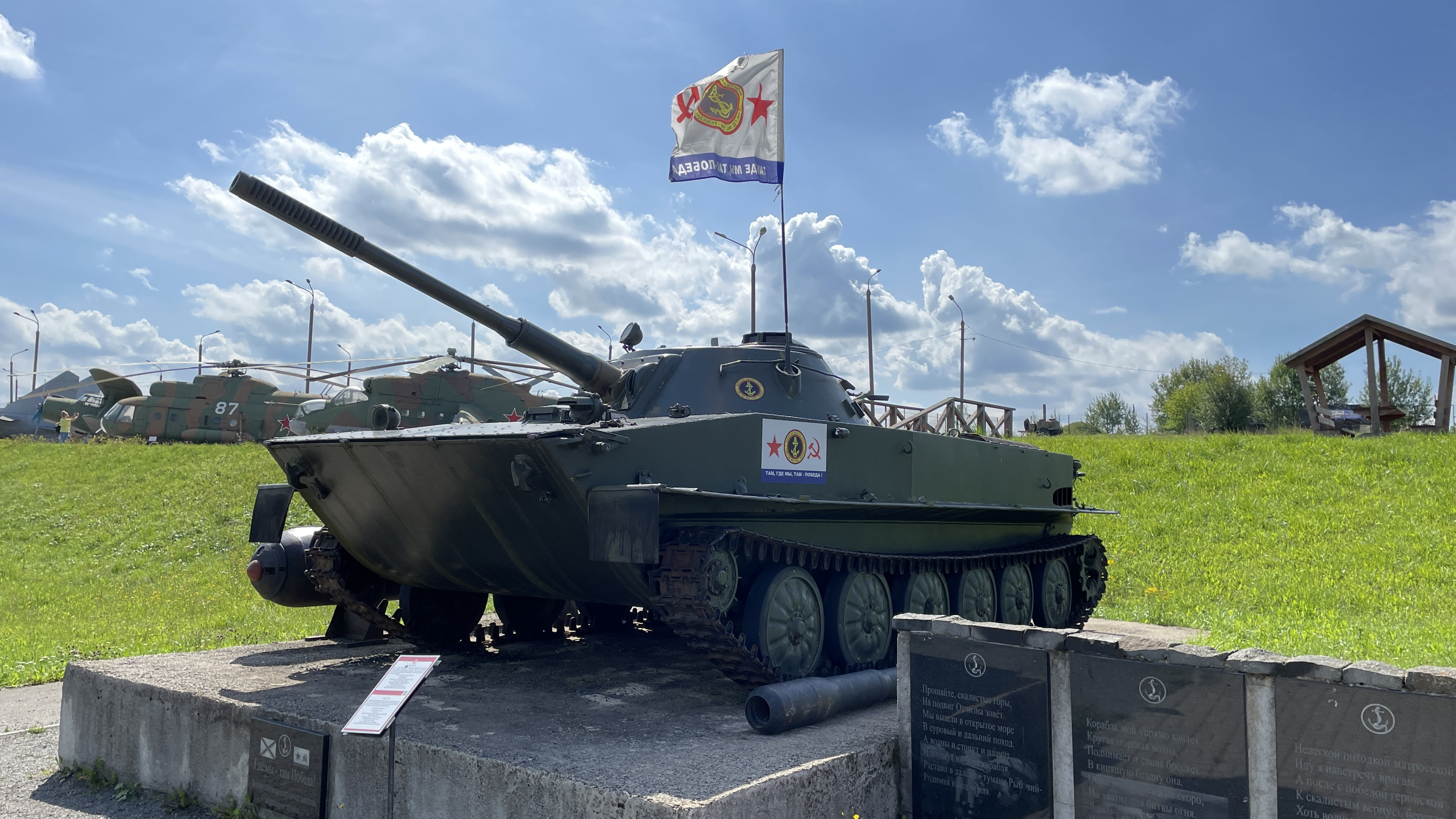
Un PT-76 del 1951 al complex històric i cultural "Línia Stalin"

### Sovietics i Russos
- PT-76: (1951) L'original armat amb el D-56T 76.2 mm de canó de tancs (sense evacuador de pernoctació, llarg fre de morrió multi-eslotat, sense extractor de fums). Va ser produïda entre 1951 i 1957.[2]
- PT-76: (1957) Amb el canó D-56TM de 76,2 mm (fre de boca doble-baffle, evacuador de boles, extractor de fums) i una alçada del casc es va incrementar en 13 cm.[2] Té un dispositiu de control de visió nocturna TVN-2B, nous fars, una nova ràdio R-113 en lloc de l'antic conjunt 10-RT-26E (més tard va ser reemplaçat pel R-123) i el sistema de generació de fums termo-TDA. També disposa d'un focus ajustat a un suport a la vora dreta del sostre de la torreta.[31] Aquesta versió de vegades s'anomena "PT-76B" en fonts occidentals.
- PT-76B: PT-76 armat amb el D-56TS 76.2 mm de canó de tanc de rifle (fre de boca doble-baffle, ejector de cartutxos, extractor de fums i STP-2P 'Zarya' sistema d'estabilització de 2 eixos),[2] el sistema de protecció NBC PAZ (protivo-atomnaya zashchita), un sistema automàtic d'extinció d'incendis, un sistema de filtració-ventilació, dispositius d'observació millorats, equips elèctrics millorats, un nou motor dièsel V-6B de 6 cilindres de 4 temps en línia refrigerat per aigua desenvolupant 263 CV (196 kW) a 1800 rpm i tancs de combustible interns addicionals per als quals la forma de l'armadura havia de ser lleugerament modificada. Aquests tancs de combustible interns addicionals van augmentar la capacitat de combustible de 250 L a 400 L. El nou motor és el mateix que el que s'utilitza en un banc del qual s'ajusta a la T-54. Amb el nou motor i els tancs de combustible addicionals, el rang del vehicle s'ha incrementat a 480 km a la carretera, (590 km amb tancs de combustible externs) i 120 km a l'aigua. El canó de tanc D-56TS de 76,2 mm pot disparar un nou pírcing de projectil AP de baix calibre de fins a 75 mm a 60 at des de 2.000 metres. Una d'aquestes rondes s'ha afegit a una càrrega de munició típica PT-76B i, per tant, ara pot portar 41 rondes.[8][11][31] Va ser produït entre 1959-1967.
- PT-76A: Un designador per a diferents models PT-76 i PT-76B armats amb la metralladora pesada antiaèria DShK 1938/46 de 12,7 mm en una muntura giratòria a la part superior de la torreta.[31]
- PT-76K: Versió comandant amb una antena addicional al costat dret de la torreta i un generador a la part posterior de la coberta.[31]
- Pt-76RKh: Un PT-76 convertit en un tanc de reconeixement NBC amfibi lleuger. Té una cúpula i un marcador de bandera a la part posterior.[31]
- PT-76M: PT-76 amb característiques amfíbies millorades gràcies a un desplaçament lleugerament més gran. Aquesta variant va ser desenvolupada pels Marins Navals de Rússia, però no va ser adoptada perquè no tenia característiques de combat millorades. En canvi, els marines van adoptar el PT-76B (semblant a un snorkel).[8][31]
- PT-76-57: Aquest és el programa de modernització PT-76 més recent. Augmenta l'eficiència de la batalla del vehicle mitjançant la inclusió d'un creixement radical de la potència de foc, que requeria una nova torreta BM-57 i altres armes. Aquesta variant està armada amb un canó automàtic AU-220M de 57 mm (que es basa en el canó L/76.6 S-60 AA de 57 mm).[32]
- PT-85: Un PT-76 amb una torreta de tir i un canó de 85 mm.[31]
- PT-90: Basat en el xassís del PT-76, armat amb canó de 90 mm D-62, només en fase de disseny tècnic.

### Modoficacions realitzades en altres països
- PT-71 Nimba: És una modificació israeliana dels PT-76 i PT-76B egipcis capturats.
- PT-76M: El PT-76 utilitzat pels marines indonesis va ser actualitzat pel PT Lumindo Artha Sejati el maig de 2020. Nou motor Detroit Diesel 6V92T amb 300 CV, canó Cockerill Mk 3M-A2 de 90 mm (amb morrió multieslot), nou sistema de control d'incendis, nova visió de dia/nit, un telèmetre làser, i nou estabilitzador d'armes.
- TAPIR: Un PT-76B va ser modificat indonesi amb el llançacoets de 17 tubs de 140 mm del BM-14-17 instal·lat a la part superior de la torreta i amb el canó principal retirat. Modificat per PT Also Putra Indonesia el 1995. El projecte es va suspendre a causa d'un finançament inadequat.[33]
- K1: Tanc de l'alemanya de l'Est servit per comandament basat en el model PT-76 i PT-76B. Està equipat amb una ràdio R-112 extra.[31]
- Tipus 60: Els xinesos van obtenir uns pocs PT-76 a mitjan dècada de 1950. L'octubre de 1958, l'Exèrcit Popular d'Alliberament (PLA), va decidir desenvolupar un tanc amfibi indígena basat en el PT-76. El programa de desenvolupament el van dur a terme a l'institut 201 i la fàbrica 615. Un prototip conegut com el WZ221 va ser construït i provat el 1959, però el disseny va patir una sèrie de problemes incloent el sobreescalfament del motor.

## Versions

### Sovietics i Russos
- Object 170: És un projecte d'un tanc de míssils amfibi lleuger soviètic, que es va desenvolupar a la planta de tractors de Stalingrad (STZ). No produït en massa.[34]
- Object 280:Vehicle de combat MLRS experimental soviètic M-14. Creat a l'oficina de disseny de la planta Kirov de Leningrad.[35]

- Object 911: Experimental IFV, desenvolupat per l'oficina de disseny de Gavalov. El tanc tenia una suspensió de rastreig, però addicionalment 4 rodes retràctils sota el casc. Els avantatges de rendiment d'aquest disseny de roda per pista no es van demostrar i es van considerar massa complexos.[36]
- Object 914: IFV experimental. Aquest vehicle va ser desenvolupat a principis de la dècada de 1960 per un equip de disseny dirigit per I. V. Gavalov al Volgograd Tractor Works (VTZ) i el prototip estava llest per a proves el 1964. L'Object 914 estava armat amb dues metralladores de propòsit general PKT de 7,62 mm muntades al casc a cada costat del conductor. Tenia una tripulació de dos i podia transportar fins a vuit soldats completament equipats (dos dels quals operaven els PKT). El seu pes de combat va ser de 14,4 tones. Després d'una sèrie de proves el 1964, l'Ob.765 va ser seleccionat per convertir-se en el BMP-1 degut principalment al disseny del motor posterior que va obligar la infanteria a muntar i desmuntar a través de la porta única a la part posterior del costat dret del vehicle i les escotilles del sostre. També es va considerar que l'Ob.765 tenia una millor disposició general.
- 2K1 Mars: És un sistema de míssils tàctics soviètics amb un coet no guiat. El desenvolupament del míssil va ser dut a terme per NII-1 GKOT, muntat sobre del xassís PT-76.

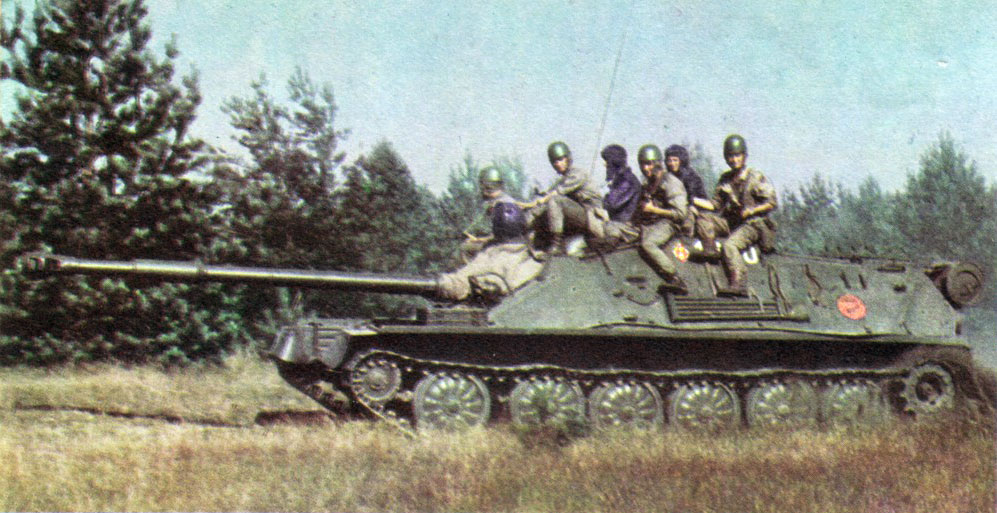
Un ASU-85

- Un ASU-852K6 Luna: És un sistema de míssils tàctics soviètics amb un coet no guiat. El desenvolupament del míssil va ser dut a terme per NII-1 GKOT, muntat sobre del xassís PT-76.
- BTR 50: APC amfibi, basat en el xassís del PT-76.
- ASU-85: Canó d'assalt aerotransportat que utilitza components del PT-76.
- ZSU-23-4 Xilka: És un sistema d'armes antiaèries autopropulsat i guiat per radar soviètic lleugerament blindat (SPAAG).
- 2K12 Kub: El sistema mòbil de míssils terra-aire és un sistema soviètic de defensa aèria de baix a mitjà nivell dissenyat per protegir les forces terrestres de l'atac aeri.
- MT-LB: És un vehicle de combat d'infanteria amfibi soviètic basat en el xassís del tanc lleuger amfibi PT-76.

### Altres països
- Tipus 63: És un tanc lleuger amfibi xinès. Es va estrenar el 1963, i és en molts aspectes similars a l'anterior PT-76 soviètic.
- OT-62 TOPAS: És una sèrie vehicles blindats de seguiment amfibi desenvolupat conjuntament per la República Popular de Polònia i República Socialista de Txecoslovaca.
- WPT-76: És un vehicle de recuperació lleuger polonès basat en el xassís PT-76.
- Model 1981 Shin'heung: Vehicle de Corea del Nord va desenvolupar el seu propi vehicle basat en part en el PT-76.

## Operadors

### Actuals
- Països on tenen i tenien un PT-76 en servei Angola: 68 va ser ordenada el 1975 de la Unió Soviètica i lliurada el 1975 (els vehicles estaven prèviament en servei soviètic). 12 van estar en servei en 1996.[6] 10 en servei a partir de 2020.[37]

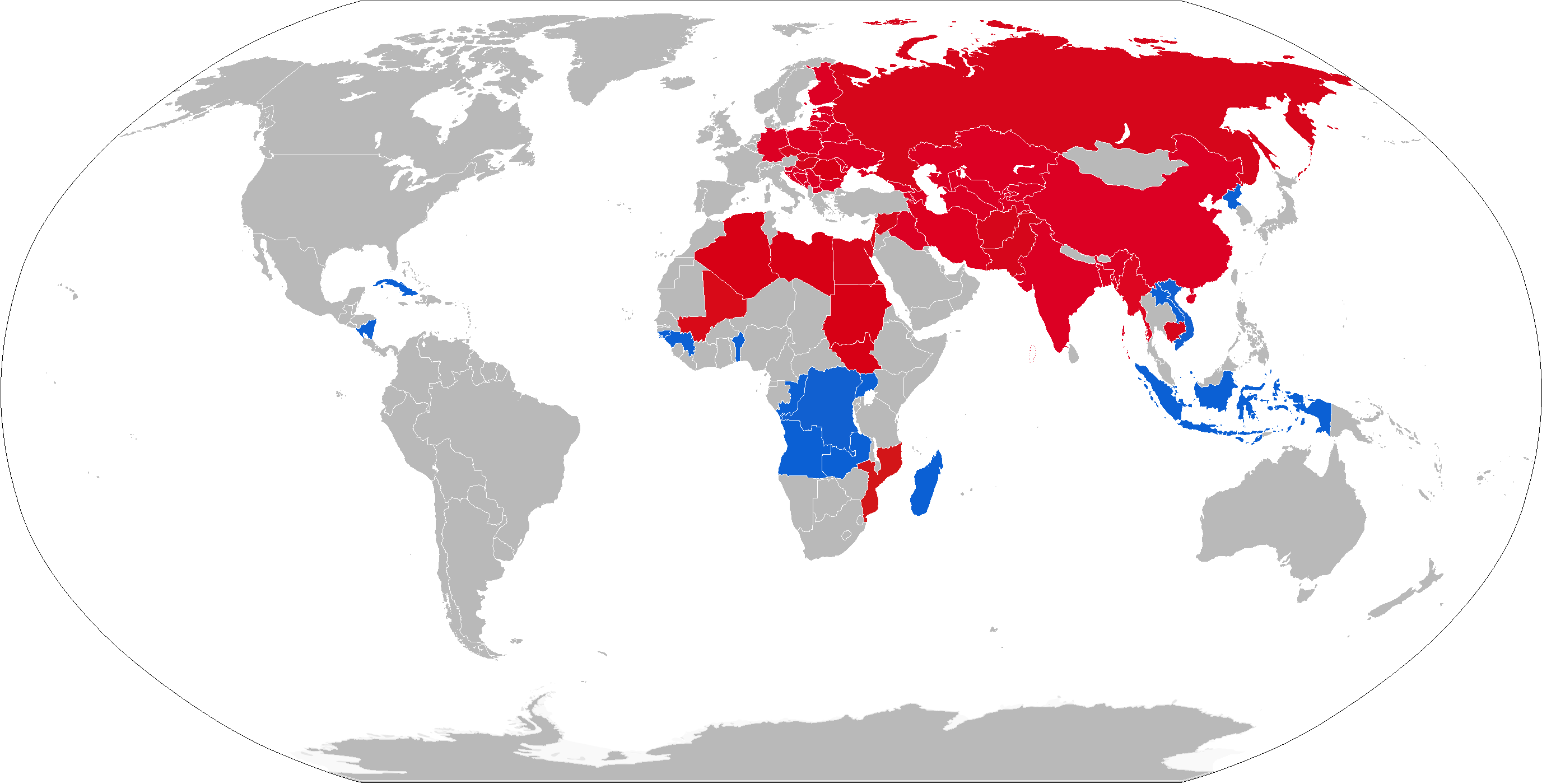
Països on tenen i tenien un PT-76 en servei

- Benín: 20 unitats ordenades el 1981 de la Unió Soviètica i lliurades el 1982 (els vehicles eren de segona mà). 20 en servei en 1996.[38] 18 en servei a partir de 2020.[39]
- Corea del Nord: 560 en servei a partir del 2020.[40]
- Cuba: 60 comprats el 1970 a la Unió Soviètica i lliurats entre 1971 i 1973.[41] Encara està en servei.[42]
- Guinea: 20 unitats PT-76 es van lliurar des de l'URSS el 1977.[38] 15 PT-76 a partir del 2020.[43]
- Guinea Bissau: 20 unitats es van lliurar des de l'URSS el 1978.[38] 15 PT-76 a partir del 2020.[44]
- Indonèsia: 70 unitats a partir del 2020.[45]
- Laos: 25 unitats PT-76 es van lliurar des de l'URSSentre 1960 i 1962[38] 10 a partir del 2020.[46]
- Madagascar: 12 en servei a partir del 2020.[47]
- Nicaragua: 22 unitats PT-76 van ser lliurades des de l'URSS el 1984.[38] 10 emmagatzemats, a partir del 2020.[48]
- República del Congo: 3 en servei a partir del 2021.[49]
- República Democràtica del Congo: 10 en servei a partir del 2020.[50]
- Uganda: 50 unitats es van lliurar des de l'URSS entre 1974 i 1975.[38] 20 en servei a partir del 2020.[51]
- Vietnam: 300 en servei a partir del 2020.[52]
- Zàmbia: Un total de 50 unitats PT-76 es van lliurar des de l'URSS el 1984.[38] 30 unitats a partir del 2021.[53]

### Antics operadors
- Afganistan: 50 unitats van ser subministrades des de l'URSS entre 1959 i 1960.[38] Eliminat del servei[54]
- Alemanya: Retirat del servei[55]
- Belarus: 8 unitats a partir del 1995, retirat del servei.[56]
- Bòsnia i Hercegovina: 2 unitats, a partir del 2010.[57]
- Bulgària: 250 unitats PT-76 es van subministrar des de l'URSS entre 1960 i 1964.[58]
- Cambodja: Es van subministrar 20 unitats des de l'URSS. 10 el 1983, altres 10 el 1989[58]
- Croàcia: Retirat del servei.[59]
- Egipte: es van subministrar 250 unitats des de l'URSS. 50 unitats el 1966, altres 200 unitats entre 1970 i 1972,[58] retirades del servei.[2]
- Eslovènia: Retirat del servei.[60]
- Finlàndia: 15 unitats, a partir de 1990,[61] lliurat des de l'URSS el 1961.[58]
- Hongria: 100 unitats van ser lliurades des de l'URSS durant el període de 1959 a 1960,[58] retirades del servei.[62]
- Índia: 100 PT-76 van ser retirats del servei, a partir de 2007,[63] 178 unitats PT-76 es van subministrar des de l'URSS des de 1964 fins a 1965.[58]
- Iugoslàvia: El 1963, va rebre 100 unitats[64] i van ser transferits als estats formats després del col·lapse.
- Un PT-76 de l'Alemanya de l'est en un museu Israel: tancs egipcis capturats.

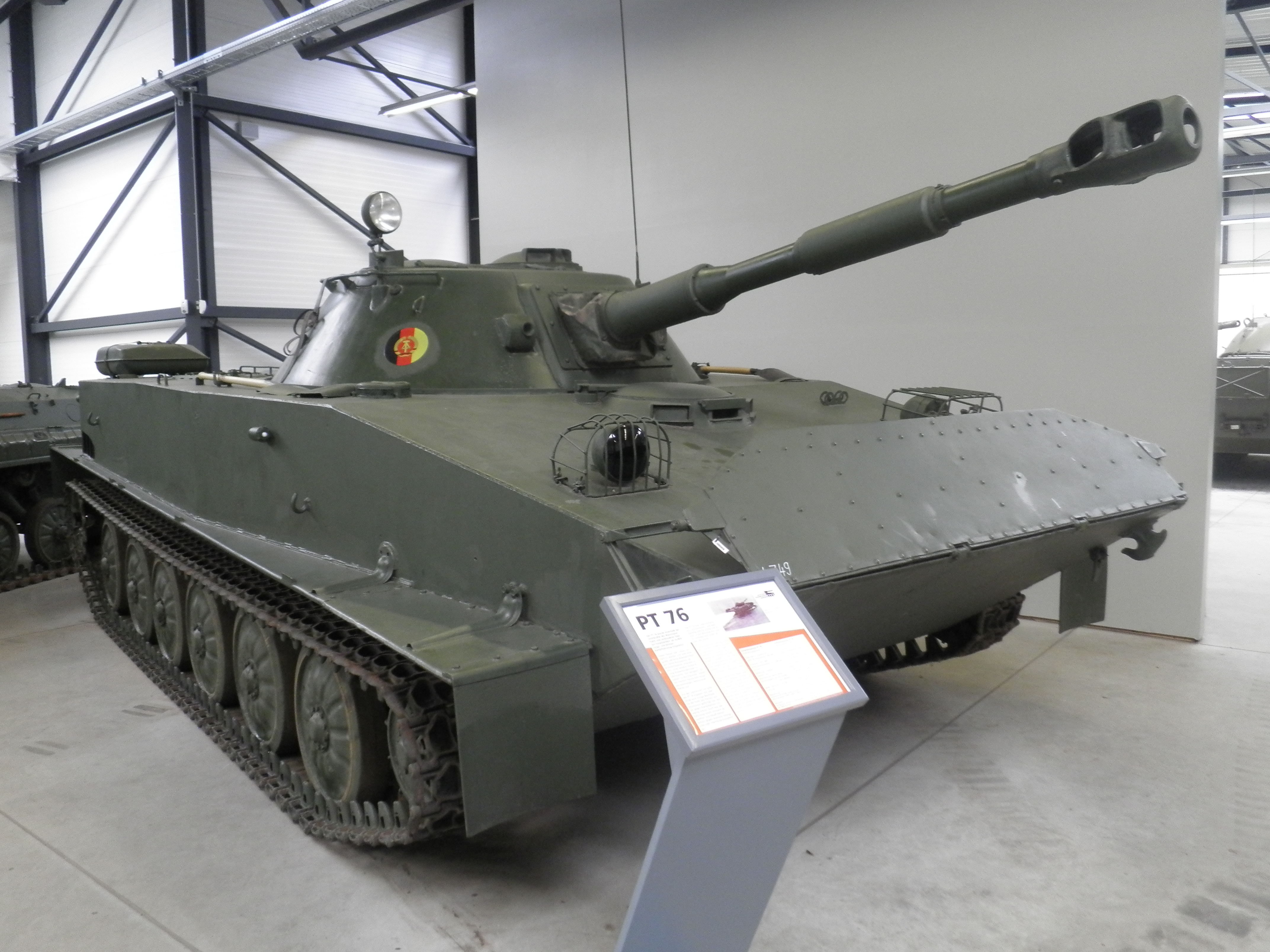
Un PT-76 de l'Alemanya de l'est en un museu

- Mali: 2 unitats a partir del 2021[65]
- Moçambic: Retirat del servei.[66]
- República Democràtica Alemanya: 170 unitats van ser lliurades des de l'URSS durant el període de 1957 a 1960,[58] transferides a la República Federal d'Alemanya.[2]
- Pakistan: 32-50 unitats, a partir del 2017.[67]
- Polònia: 300 unitats van ser lliurades des de l'URSS durant el període de 1957 a 1958,[58] retirades del servei.[2]
- Rússia: 150 unitats, a partir de 2010, retirat del servei.[68]
- Sèrbia i Montenegro: Retirats del servei
- Síria: Fins a 80 unitats, a partir del 2016.[69]
- Ucraïna: 5 unitats, a partir de 1995, retirat del servei.[70]
- URSS: Va passar a Rússia després del col·lapse.
- Xina: 250 unitats PT-76 es van subministrar des de l'URSS entre 1956 i 1960.[58]

## Carros de combat similars
- Estats Units: M551 Sheridan,
- Estats Units: Tanc DD
- Unió Soviètica: T-40
- Regne Unit: Vickers-Carden-Loyd
- Imperi Japonès: Tipus 2 Ka-Mi